# Lomas de Zamora

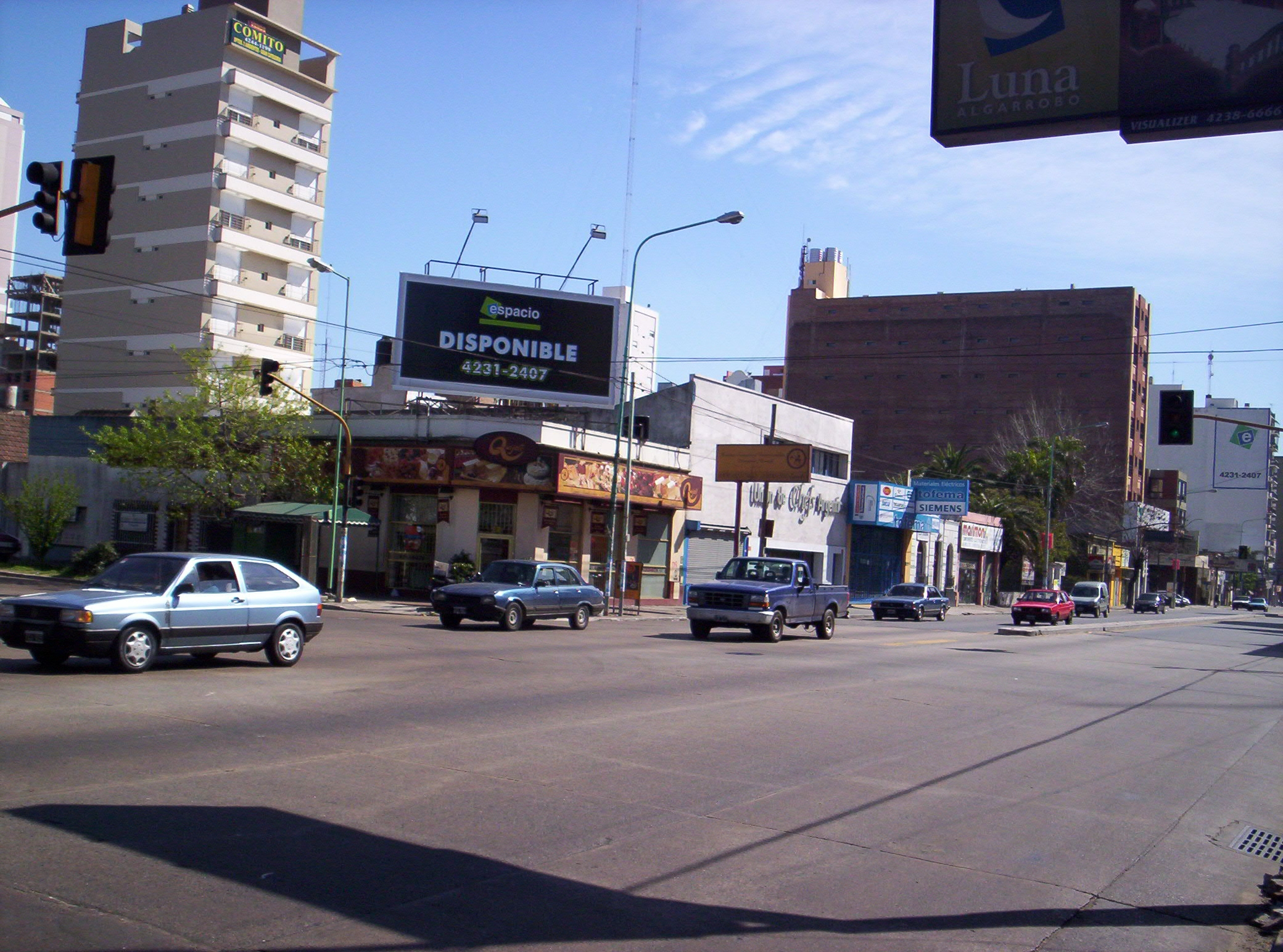
Avinguda Hipólito Yrigoyen y Colombres.

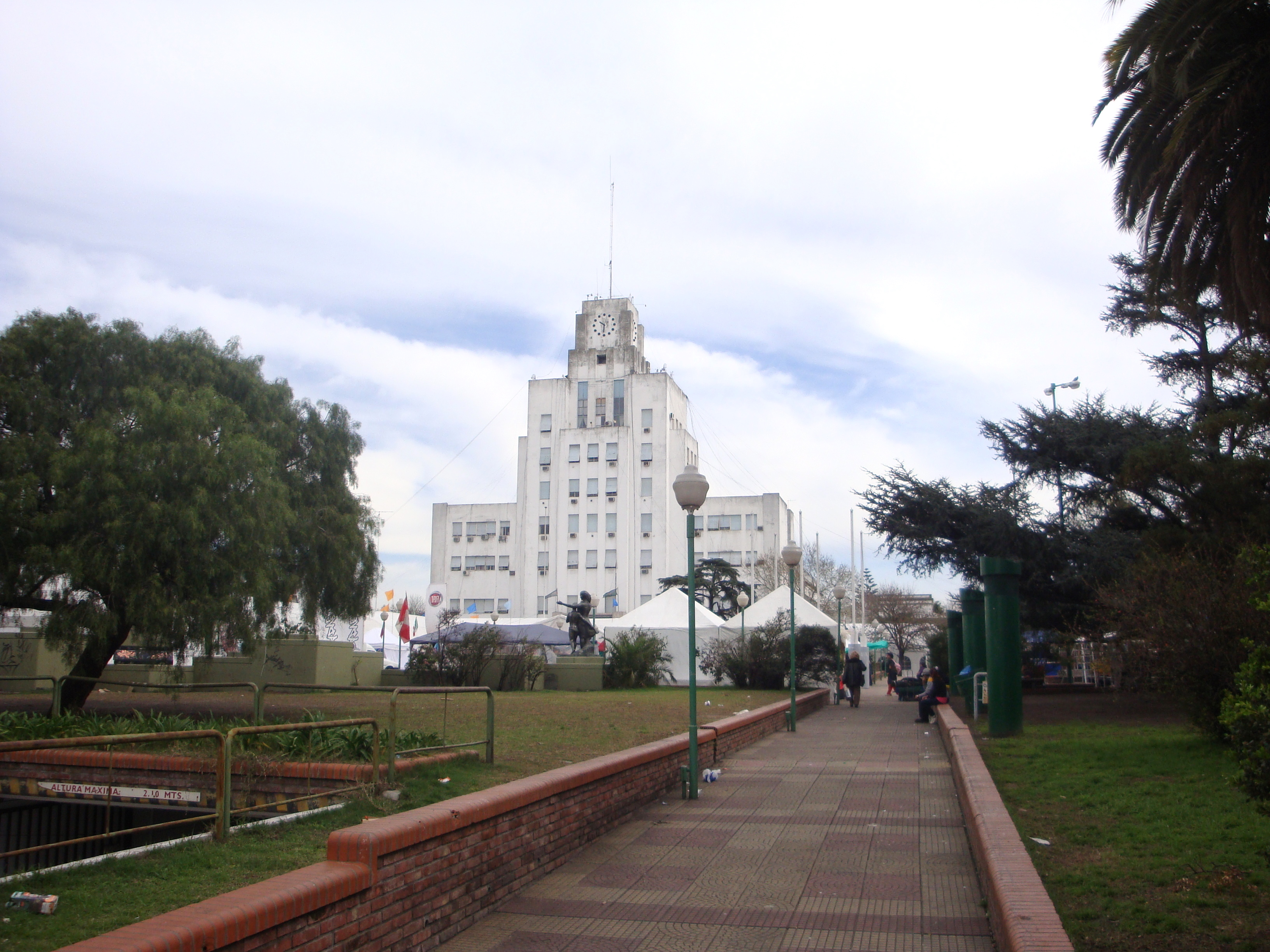
Municipalitat de Lomas de Zamora, emplaçada darrere de la Plaça Victorio Grigera.

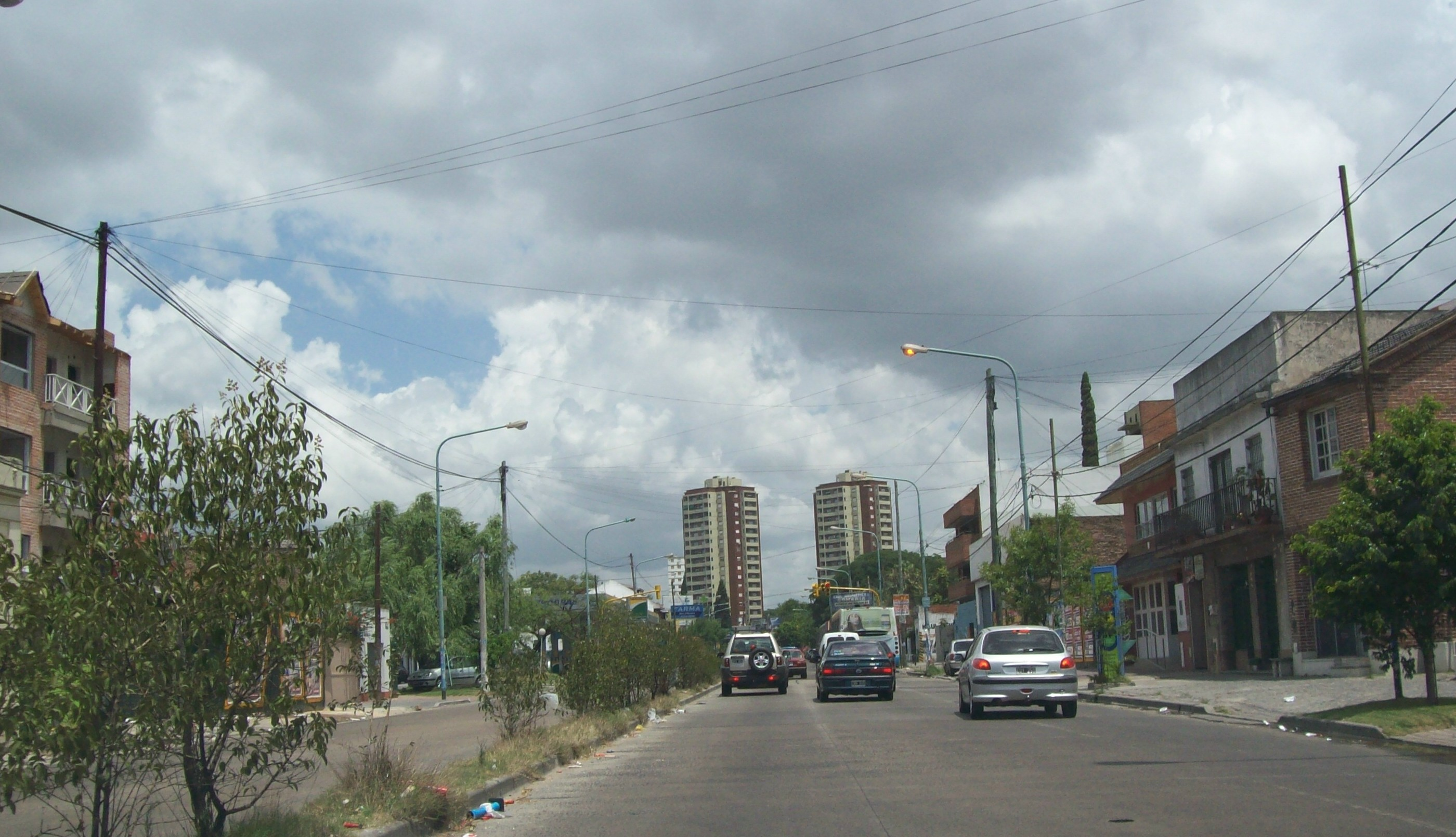
Avinguda Almirante Brown

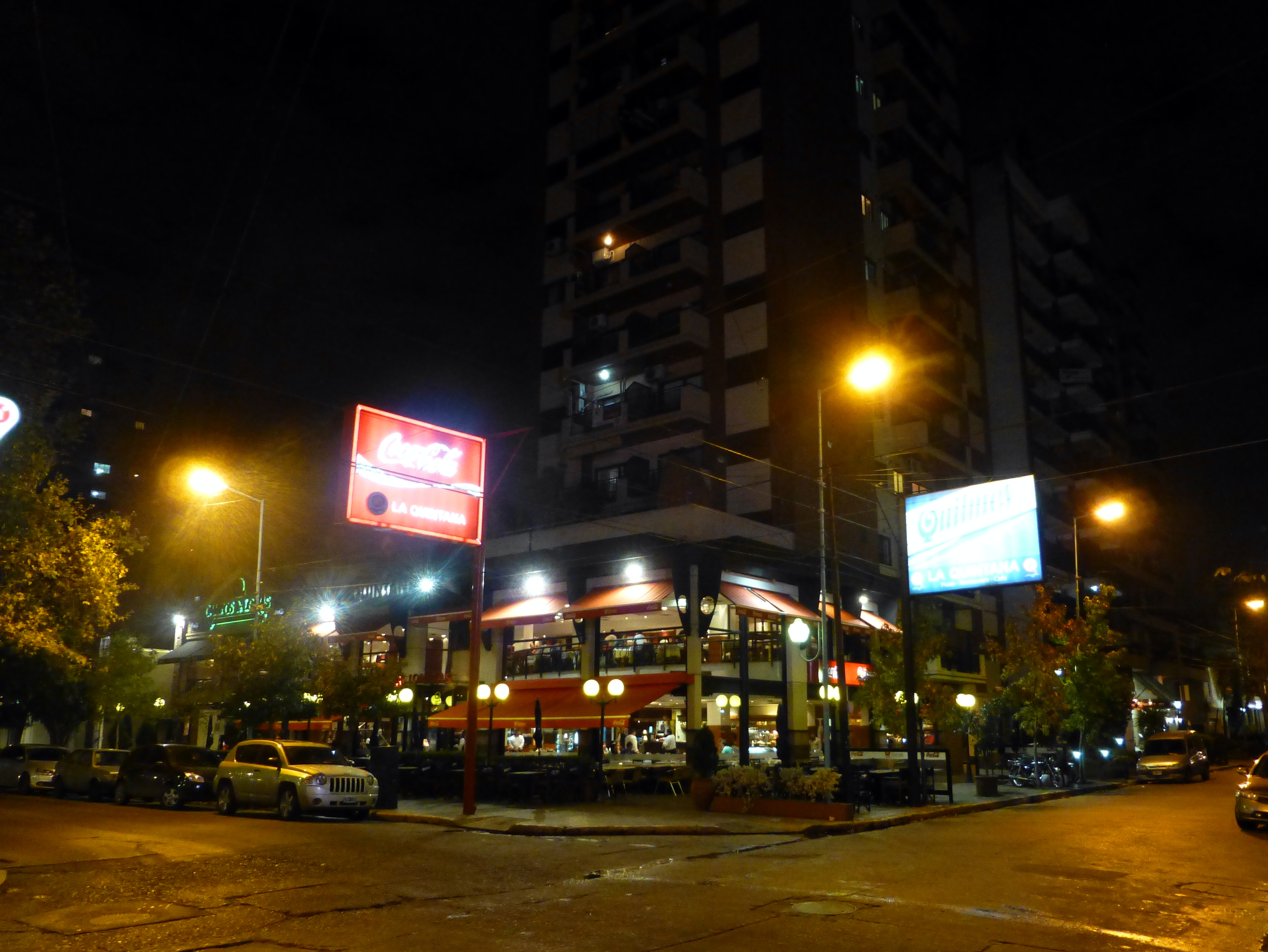
Las Lomitas, epicentre del boom immobiliari de l'última dècada a la ciutat.

Lomas de Zamora, anomenada popularment «Lomas» pels seus habitants, és una ciutat argentina situada a la zona centre-est de la província de Buenos Aires, a gairebé 19 quilòmetres de la Capital Federal i part integral del Gran Buenos Aires. És la capçalera del partido de Lomas de Zamora. Va ser fundada el 1864 amb el nom de Pueblo de la Paz, però el 1910 va canviar la seva denominació a l'actual.

## Geografia

### Ubicació
Limita al nord amb Banfield, de la qual la separa el carrer Les Heras. Al sud amb Temperley i Llavallol, sent en tots dos casos divisòria el carrer Avinguda Garibaldi. A l'oest limita amb el partido d'Esteban Echeverría, sent divisòria la Ruta Provincial 4 o Camino de Cintura.

### Sismicitat
La regió respon a la «subfalla del riu Paraná», i a la «subfalla del riu de la Plata», amb sismicitat baixa; i la seva última expressió es va produir el 5 de juny de 1888 (127 anys), a les 3.20 UTC-3, amb una magnitud probable, de 5,5 en l'escala de Richter. (Terratrèmol del Riu de la Plata de 1888).

## Economia
El centre comercial és el més important del partido i un dels més densos de la zona sud de la conurbació de Buenos Aires. El carrer de vianants Laprida concentra la major part dels negocis. En aquesta zona s'assenten també l'estació de ferrocarril, la Municipalitat, la Catedral La nostra Senyora de la Pau i la plaça principal Victorio Grigera.

## Esports
La localitat de Lomas de Zamora compta amb el Club Atlètic Els Andes, on es practiquen diferents disciplines, com ara futbol i voleibol, entre d'altres. L'equip de futbol dels Andes ha jugat en la primera divisió durant les temporades de 1961, 1968-1971 i 2000/01, encara que sense obtenir títols i descendint repetidament.
També hi ha el Lomas Athletic Club, est és reconegut per la seva rica història i participació en diversos esports, destaca per ser soci fundador de diverses entitats esportives, per ser el primer campió múltiple del futbol argentí i el primer campió de rugbi.

## Persones il·lustres
- Eduardo Alberto Duhalde (n. 1941), president de l'Argentina entre 2002 i 2003.

## Vies de comunicació
Diverses línies de col·lectius recorren la ciutat i la uneixen amb la ciutat de Buenos Aires o altres localitats de la zona, entre elles, les línies 20,51,74,79,117,141,160,165,188,266,278,318,338,406,421,532,540,541,542,543,548,550,552,553 i 565 -aquesta última uneix les zones oest de la conurbació de Buenos Aires amb la ciutat de La Plata. També circulen per la ciutat dues línies de trens, una local la ruta de la qual s'inicia en Plaça Constitució i finalitza a Glew o Ezeiza i una altra amb destinacions turístiques com a Mar del Plata o Necochea.

## Infraestructura i boom immobiliari
A partir de la dècada de 2000, la ciutat va observar un auge en la construcció d'habitatges. En pocs anys es van construir a prop de 200 torres, algunes properes als 100 metres d'altura. Es va establir una zona denominada Las Lomitas, on es van radicar diversos bars, restaurants i diferents negocis d'oferta de serveis. Està prevista la construcció d'un hotel de 4 estels al centre de la ciutat, que s'inauguraria el 2013 i seria el primer d'aquestes característiques a la zona sud del Gran Buenos Aires.
L'oposició a l'exintendent Martín Insaurralde va denunciar que existeixen escassos controls per a l'edificació, absència de planificació i contractació d'obrers en condicions de precarietat.